# Probles caudiculatus
Probles caudiculatus är en stekelart som beskrevs av Andrey Ivanovich Khalaim 2007. Probles caudiculatus ingår i släktet Probles och familjen brokparasitsteklar. Inga underarter finns listade i Catalogue of Life.